# 1、2、3…無限大
1、2、3…無限大（1、2、3、...むげんだい、英語: One Two Three... Infinity）は、理論物理学者ジョージ・ガモフによる人気な数学書で、1947年に初めて出版され、2020年時点でも紙版・電子版を購入できる。本書は数学・科学の基本的な概念を幅広く扱っており、中学生から大人の初級者が理解できるように書かれた。本書にはガモフによる手描きのイラストが多く含まれている。

## 内容
本書においては初めに、初等的について探求している。前見返しには、「1、2、3、たくさん」しか数詞を持たないと言われるコイコイ人の解説が掲載されており、ゲオルク・カントールが提唱した3段階の無限の理論についての考察が手短に構築されている。これが書名の由来である。その後、十分な紙、インク、時間を与えられれば、単純な自動印刷機でもいつかは過去に発行された、そして将来発行されるであろう全ての英語の作品を印刷できることが説明されている(より構造的な無限の猿定理)。著者は、観測可能な宇宙に存在している全ての原子がそのような印刷機であり、それらが全てビッグバン以降現在に至るまで休まず動作し続けていたとしても、この作業はまだごくわずかしか進行していないとした。
著者はその後、数論、トポロジー、4次元空間、時空、相対性理論、原子化学、核物理学、エントロピー、遺伝学、宇宙論を解説している。本書は風変わりなユーモアのセンスと印象的な隠喩で知られ、例えば、周期表を螺旋状に並ぶ円筒状の欠片で可視化している:136-137。

## 受容
科学作家のウィリー・レイは本書を称賛し、「稀有と認められる...イラストの図法によって楽しませる本」と評価した。カーカス・レビューは、「科学に関心のある初心者にとって刺激的かつ挑発的な本だ」と主張した。理論物理学者のショーン・キャロルは、本書のおかげで、著者の化学者としての生活は軌道に乗ったと評価した。認知科学者のスティーブン・ピンカーは子供のころに本書を読み、自身の人気な科学作品への関心に貢献したと言及した。天体物理学者で科学普及者のニール・ドグラース・タイソンは本書を、自身に最も大きな影響を与えた2冊の本の1冊であると述べた。もう1冊はエドワード・カスナーとジェイミー・ニューマンによる数学と想像である。
1956年、著者は、本書や他著による科学の啓蒙により、ユネスコのカリンガ賞を受賞した。